# Gonipterini
Gonipterini Lacordaire, 1863 è una tribù di coleotteri curculionidi della sottofamiglia Curculioninae.

## Tassonomia
La tribù comprende i seguenti generi:
- Bryachus Pascoe, 1870
- Carterorhinus Fairmaire, 1901
- Gonipterus Schönherr, 1833
- Iptergonus Lea, 1908
- Minia Pascoe, 1883
- Oxyops Schönherr, 1826
- Pantoreites Pascoe, 1870
- Prophaesia Pascoe, 1870
- Syarbis Pascoe, 1865